# Ben van Berkel

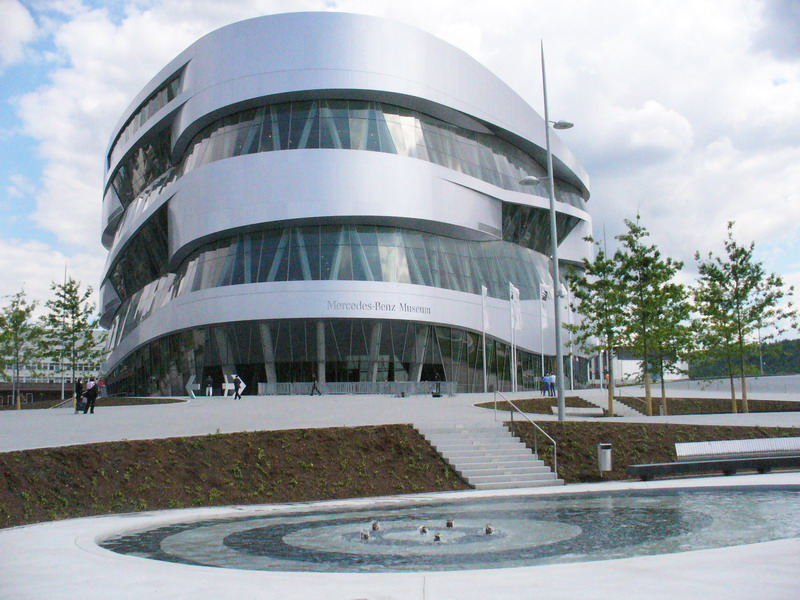
Museo Mercedes Benz en Stuttgart.

Ben van Berkel (Utrecht, 25 de enero de 1957) es un arquitecto holandés.
Estudió en la Gerrit Rietveld Academie y en la Architectural Association de Londres donde se graduó en 1987 con un Diploma AA con Honores. El mismo año, junto a Caroline Bos forman Van Berkel & Bos Architectuurbureau. Sus primeras construcciones importantes son Karouw (estación eléctrica de Remu) y Villa Wilbrink. El ser seleccionado para diseñar el Puente Erasmus en Róterdam (1997) afectó profundamente su entendimiento del rol del arquitecto en estos días, acercándolo a la práctica profesional, lo que lo lleva a la fundación de UNStudio en Ámsterdam en 1998, junto a Caroline Bos.
Basados en su extensiva experiencia en el campo del urbanismo, infraestructura y diferentes edificios públicos y privados en distintas escalas. El estudio tiene planteados objetivos a largo plazo, cuya meta es definir y guiar la calidad de su performance en el campo arquitectónico. Su trabajo se centra en lograr una contribución significativa a la disciplina arquitectónica, para continuar desarrollando sus cualidades con respeto al diseño, la tecnología, el conocimiento y manejo, y ser especialistas en trabajos de desarrollo público y tecnológico. Intentan mantener una relación directa con el medio ambiente, las demandas del mercado y los deseos del cliente para poder realizar su trabajo.

## Proyectos
- Puente Erasmus, Róterdam (Países Bajos) (1990-1995)
- Casa Möbius, Het Gooi (Países Bajos) (1993-1995), vivienda diseñada tomando como referencia y analogía formal la Banda de Möbius.
- Museo Mercedes Benz, Stuttgart (Alemania) (2002-2006)[3]